# Território (animal)

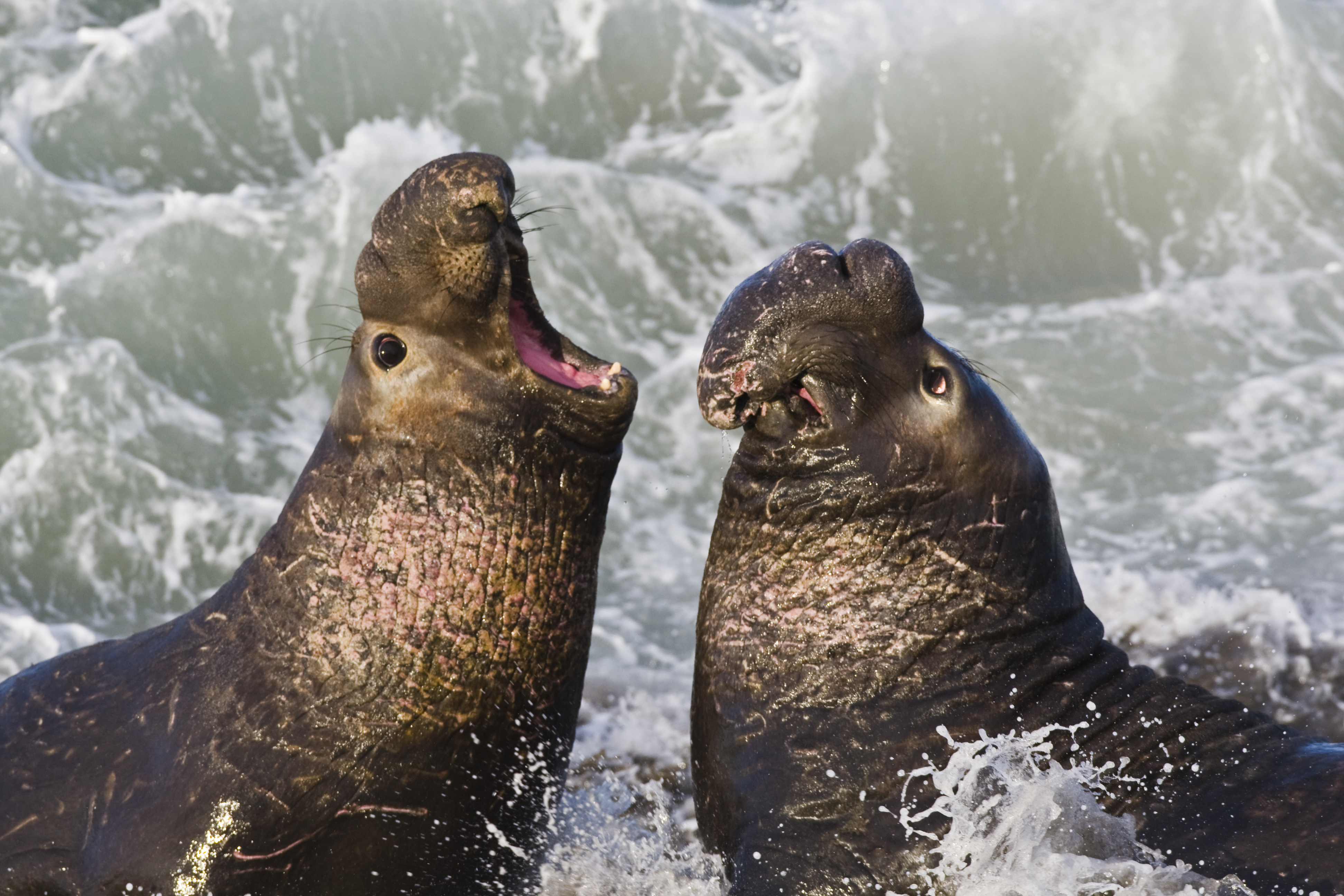
Mirounga angustirostris lutando por território e fêmeas.

Em etologia e sociobiologia, o termo território refere-se a qualquer área sociogeográfica que um animal de uma determinada espécie defende consistentemente contra outros indivíduos da mesma espécie (e, ocasionalmente, de outras espécies). Animais que defendem territórios desta forma são chamados de territoriais.

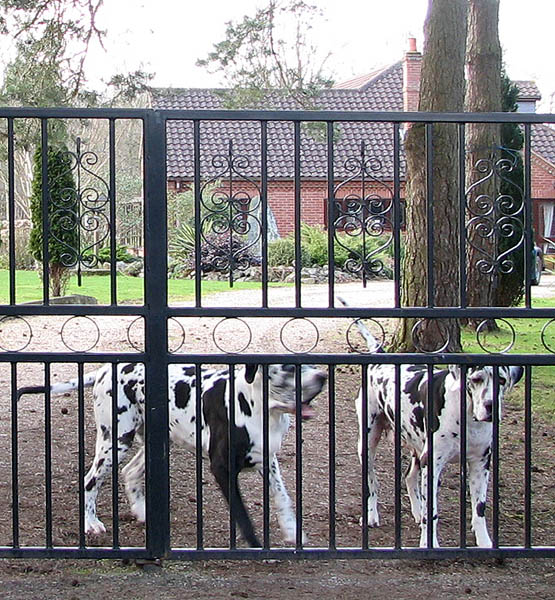
Cães de guarda protegem território. Comportamento territorial.

Animais territoriais defendem áreas que contenham um ninho, toca ou local de acasalamento, e fontes de alimento suficientes para si e para as suas crias. A defesa do território raramente toma a forma de uma luta; mais frequentemente consiste de exibições de aviso ou ameaça, que podem ser visuais, auditivas ou olfactivas.

## História
O conceito de territórios animais foi introduzido pela primeira vez pelo ornitólogo britânico Eliot Howard num livro publicado em 1920. Na década de 1930 essa noção foi desenvolvida pela ornitóloga norte-americana Margaret Morse Nice através do estudo do comportamento da espécie Melospiza melodia.

## Tipos e tamanhos
É possível classificar os territórios em algumas espécies, por exemplo nos pássaros os territórios são classificados em 6 tipos:
- Tipo A: Um território para todos propósitos, no qual todas as atividades acontecem, por exemplo alimentação, cortejo, cuidado do ninho;
- Tipo B: Um território para reprodução e cuidado do ninho, não inclui a maior parte da área usada para alimentação;
- Tipo C: Um território para o ninho, que inclui apenas uma pequena área em volta dele;
- Tipo D: Um território para encontrar o par e reproduzir;
- Tipo E: Um território para dormir;
- Tipo F: São equivalentes ao tipo A, mas para aves migratórias apenas no inverno.

As análises de tamanho do território podem ser confusas e imprecisas, pois não há uma distinção entre a área de vida e o tamanho do território defendido. O tamanho e a forma do território pode variar de acordo com o propósito que ele será usado, estações do ano e a quantidade/qualidade dos recursos contidos.
Algumas espécies de esquilos podem ter até 10 hectares de território. Algumas espécies de texugo europeu podem ter uma área de vida que vária de 30 hectares em áreas com boa qualidade e quantidade de recursos, para até 300 hectares em áreas com disponibilidade ruim, em áreas urbanas os territórios podem ser até menores que 5 hectares, se eles conseguirem obter comida suficiente no lixo ou por desperdício de comida.

## Mantendo um território
Manter um território é tão importante quanto conseguir conquistar um, além de apenas brigar existem animais que possuem diversas estratégias para auxiliar nesse processo. Muitos animais criam "avisos" para advertir os outros animais que o território está sobre vigia, esses avisos podem ser nas bordas ou até mesmo espalhados dentro do território, além de avisar que há uma ocupação do território eles podem conter informações adicionais como sexo, estado reprodutivo e o status de dominância do "dono" do território.
Esses avisos podem ser olfatórios, auditivos, visuais ou uma combinação  deles, caso eles sejam desrespeitados o invasor é confrontado pelo dono do território o que normalmente resulta em um ritual de agressão entre eles. Esse ritual pode ser uma série de posturas ou vocalizações, por exemplo, que tem como função resolver essa disputa pelo território sem uma luta, visando minimizar o risco de lesão, assim esse tipo de ritual na maioria dos casos resolve o problema, contudo nos casos que não é suficiente resulta na luta entre os dois animais.

### Marcando o território

#### Odor

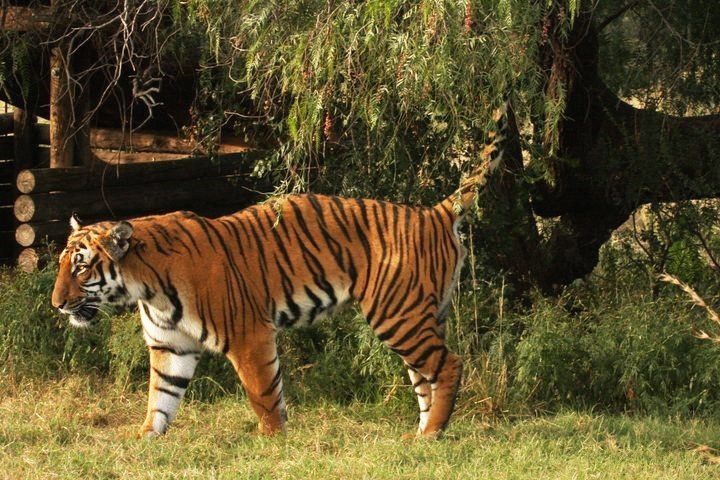
Um tigre realizando a marcação por odor em seu território

É um comportamento usado pelos animais para indicar a dominância de determinado território pelo olfato. Normalmente ela é atingida usando compostos que tem um cheiro forte, como urina, fezes ou compostos de glândulas odoríficas especializadas. É comum que esses cheiros contenham feromônios ou  proteínas carreadoras, que são usadas para estabilizar os odores mantendo eles por mais tempo. Em mamíferos é muito comum que eles esfreguem o corpo sobre a superfície para marcar com o odor, sendo esse comportamento mais frequente durante a temporada da acasalamento.
A espécie de abelha Xylocopa virginica tem glândulas de odor que produzem nas fêmeas uma substância odorífica para marcar o seu território, normalmente é depositada perto da entrada do ninho.
Os combatentes utilizam as fezes para marcar o território, eles evoluíram com uma anatomia intestinal diferente que produz fezes em formato cúbico, para que elas não rolem e permaneçam no lugar da marcação.

#### Visual
Essa estratégia é usada em conjunto com as outras, visto que diversos animais apresentam uma visão ruim.
Os rinocerontes fazem pilhas de fezes na delimitação do seu território, ocorrendo de 20 a 30 dessas que possuem até cinco metros de comprimento e um metro de altura, além disso eles pisam nas fezes para espalhar o cheiro delas conforme forem se movimentando. Também marcam visualmente o terreno usando seus chifres em arbustos ou no chão para deixar marcas.
Diversas espécies arranham ou mastigam árvores para deixar uma marca visual no seu território, muitas vezes isso é combinado com se esfregar na árvore para deixar pedaços de pelo e cheiro.

#### Auditivo
Muitos animais usam a vocalização para marcar seu território, contudo ela é uma forma de marcação de curto-prazo, visto que o som se dissipa.

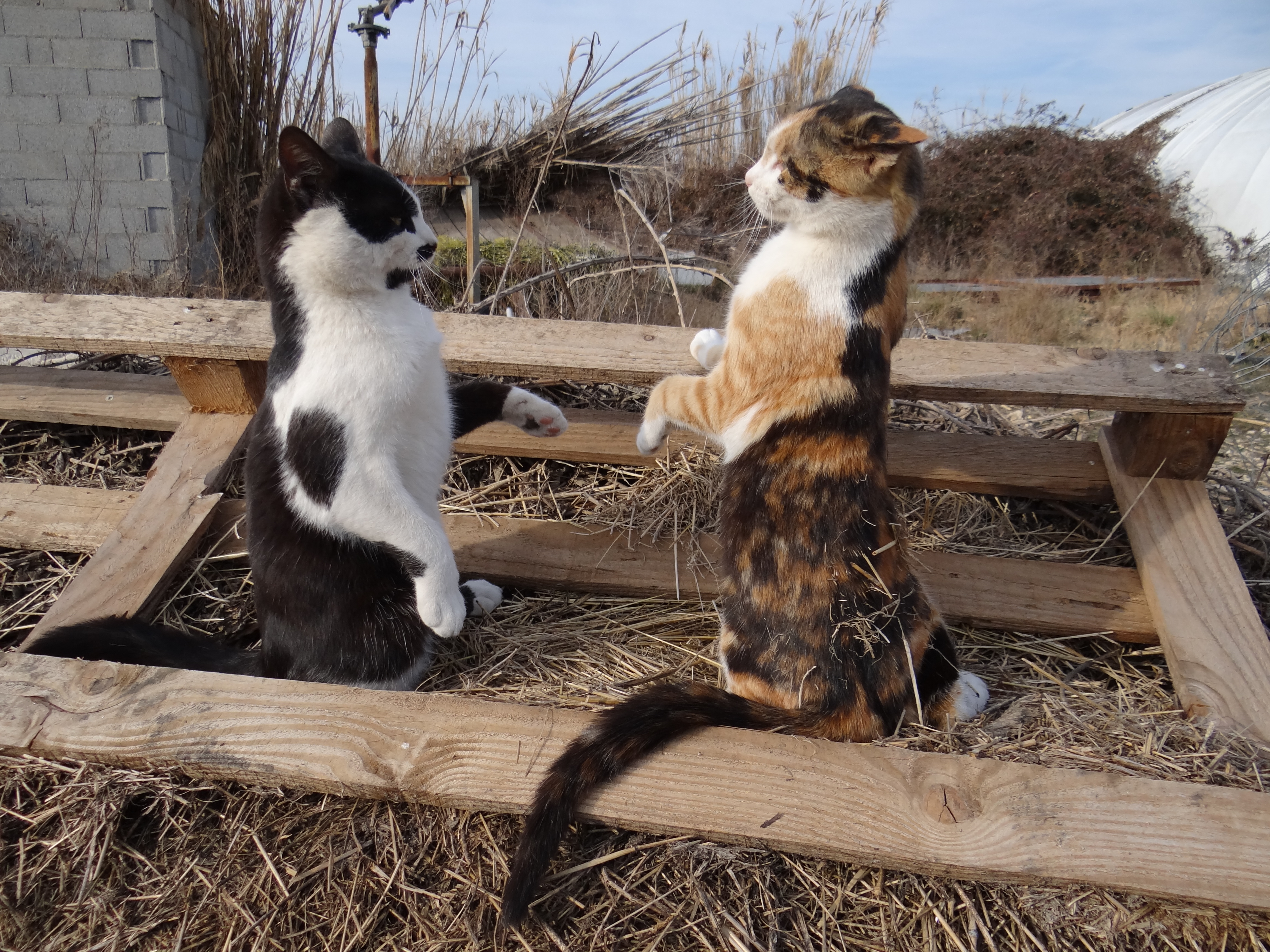
Dois gatos domésticos com uma postura de defesa durante uma agressão ritualizada por um território

Lobos são os mais famosos por marcar seu território com uma combinação de uivo com odores, o uivo pode ser escutado em certas condições em áreas de até 130 km², além disso as alcateias uivam em diferentes tons para criar uma ilusão que eles tem mais lobos do que a realidade, há também uma diferenciação regional entre o uivado dos lobos, assim um lobo da Europa uiva de forma diferente de um da América do Norte.

#### Agressão ritualizada
Os animais usam uma grande gama de comportamento para intimidar invasores e defender seus territórios, mas preferencialmente sem se envolver em lutas físicas, visto que elas demandam grande uso de energia e tem alta chance de lesão. Isso é conhecido como agressão ritualizada, esse tipo de defesa frequentemente envolve uma série de comportamentos ou posturas que incluem gestos agressivos, como vocalização, abrir asas ou apresentar as garras.

## Estratégias
Os animais apresentam diversas estratégias para defender seu território.
Existe um modelo conhecido como jogo do falcão-pombo, no qual a estratégia do falcão consiste em sempre tentar machucar o oponente e só recusar após conseguir, já a do pombo foca no máximo em usar a agressão ritualizada contra outros pombos e fugir caso se depare com um falcão.
Outra estratégia para a defesa do território é a guerra de atrito, nesse modelo de agressão os dois competidores em persistir em determinado recurso até que o rival não seja mais capaz de competir.
Alguns animais usam a estratégia denominada querido inimigo, na qual eles são menos agressivos com os vizinhos que possuem a fronteira dos territórios bem definidas e são conhecidos, mas tem uma agressão  maior contra animais desconhecidos. O oposto dessa é a estratégia do vizinho desagradável que apresentam uma agressividade aumentada entre vizinhos, mas tem um nível normal ou diminuído contra estranhos. Elas acontecem dependentemente se os vizinhos ou os estranhos são uma maior ameaça ao território dominado pelo animal.

## Recursos Defendidos
Um animal escolhe o território decidindo qual parte dele será sua área de vida e que ele irá defender, o tamanho e a qualidade dos recursos tem importância crucial na decisão. O tamanho do território costuma não ser maior do que o necessário para a sobrevivência do animal, porque defender um maior território traz um maior gasto energético, gasto de tempo e risco de se machucar.
Ecologistas que seguem a linha do Behavorismo discutem que a distribuição de comida determina se a espécie apresenta comportamento territorial ou não, contudo essa perspectiva é limitada. Diversos outros recursos podem ser defendidos, como parceiros, filhotes, ninhos e/ou abrigo.
A territorialidade costuma ser mais expressiva em casos de animais que sejam ou não da mesma espécie e tenham a mesma área de vida, competem pelos mesmos recursos alimentares ou de abrigo, como no caso documentado do Ophioblennius atlanticus.
O comportamento de territorialidade pode ser apresentado na defesa de diversos tipos de recursos como:
Alimento: Animais carnívoros solitários, como ursos e aves de rapina, precisam de um grande território para garantir sua alimentação. Pode haver disputas entre eles em casa que há uma grande aglomeração do alimento, por exemplo quando há migração de salmão os ursos podem disputar pelo melhor local de pesca.
Animais que se alimentam de recursos abundantes, como pássaros insetívoros, costumam apresentar menos territorialidade voltada a alimentação, visto que há grande quantidade de alimento que é bem distribuído.
A Lottia gigantea apresenta uma defesa pelo alimento bem documentada, ela vive em associação com uma área de até 1 000 cm² de algas, o que representa sua área de vida, dentro dessa área ela apresenta um comportamento de defesa de não permitir que nenhum outro organismo se aproveite dela.
Ninhos e filhotes: Diversas espécies de pássaros, em especial as aves marinhas, fazem os ninhos juntos com diversos membros da mesma espécie, formando uma comunidade densa de ninhos, mas mesmo assim eles são muito territoriais na defesa do local, visto que como eles estão concentrados isso atrai diversos predadores, o que torna necessário a defesa para proteger os ovos e os ninhos da comunidade.
Algumas espécies de pinguim precisam defender seus ninhos de intrusos que tentam roubar as pedras que constroem os ninhos.
Oportunidade de acasalamento: Nessa aqui temos diversas espécies que demonstram territorialidade, visto que há espécies que vivem em comunidade e outras que são solitárias e precisam buscar parceiros durante a época de acasalamento, em ambas há um comportamento de territorialidade na disputada.
O Rhabdomys pumilio vive em um grupo de 5 indivíduos, sendo 4 fêmeas e um macho reprodutor. Os machos defendem o território com um comportamento conhecido como "vizinho desagradável", eles apresentam uma agressividade até 5x maior contra grupos vizinhos se comparado a grupos não-vizinhos, o que traz um questionamento se os vizinhos são competidores mais perigosos em relação as oportunidades de acasalamento. Um estudo foi feito para verificar o parentesco entre indivíduos dessa espécie e encontraram que até 28% dos filhotes de um grupo são machos de grupos vizinhos e apenas 7% de grupos machos de grupos que não vivem perto, isso pode ser a razão pela maior agressividade a vizinhos.
Algumas borboletas apresentam um comportamento de defesa em territórios que tem maior probabilidade das fêmeas passarem, neles os machos da espécie entram em conflito, nem sempre físico, com outros machos.
Os machos de Cyprinodon variegatus apresentam um comportamento de defesa territorial somente na presença de fêmeas, na ausência dela ele apresenta uma agressividade reduzida com seus vizinhos, já na presença de alguma fêmea a agressividade dos machos entre si aumenta bastante, isso é característica de um comportamento de "querido inimigo".